# District de Qingshan (Wuhan)
Pour les articles homonymes, voir Qingshan.
Le district de Qingshan (青山区 ; pinyin : Qīngshān Qū) est une subdivision administrative de la province du Hubei en Chine. Il est placé sous la juridiction de la ville sous-provinciale de Wuhan.